# Даљан (Доњи Вакуф)
Даљан је насељено место у Босни и Херцеговини у општини Доњи Вакуф које административно припада Федерацији Босне и Херцеговине. Према попису становништва из 1991. у насељу је живјело 160 становника.

## Становништво
По последњем службеном попису становништва из 1991. године, у насељу Даљан живело је 160 становника. Становници су претежно били Срби.
| Националност | 1991.        | 1981. | 1971. |
| Срби         | 155 (96,88%) |       |       |
| Југословени  | 3(1,87%)     |       |       |
| Хрвати       | 2 (1,25%)    |       |       |
| Укупно       | 160          |       |       |